# 암스테르담 (영화)
《암스테르담》(Amsterdam)은 2022년 개봉한 미국의 시대극, 코미디 미스터리 영화로, 데이비드 O. 러셀 감독의 작품이다. 크리스천 베일, 마고 로비, 존 데이비드 워싱턴, 라미 말렉, 조이 살다나, 로버트 드니로, 마이크 마이어스, 티머시 올리펀트, 마이클 섀넌, 크리스 록, 애니아 테일러조이, 앤드리아 라이즈버러, 마티아스 스후나르츠, 알레산드로 니볼라, 테일러 스위프트가 출연한다.

## 출연진
- 크리스천 베일
- 마고 로비
- 존 데이비드 워싱턴
- 라미 말렉
- 조이 살다나
- 로버트 드니로
- 마이크 마이어스
- 티머시 올리펀트
- 마이클 섀넌
- 크리스 록
- 애니아 테일러조이
- 앤드리아 라이즈버러
- 마티아스 스후나르츠
- 알레산드로 니볼라
- 테일러 스위프트
- 릴런드 오서
- 숀 에이버리